# Vaudeville-le-Haut
Vaudeville-le-Haut è un comune francese di 71 abitanti situato nel dipartimento della Mosa nella regione del Grand Est.

## Società

### Evoluzione demografica
Abitanti censiti